# Lijst van voetbalinterlands Kameroen - Niger
Deze lijst van voetbalinterlands is een overzicht van alle officiële voetbalwedstrijden tussen de nationale teams van Kameroen en Niger. De Afrikaanse landen hebben tot op heden zeven keer tegen elkaar gespeeld. De eerste wedstrijd, een vriendschappelijke wedstrijd, vond plaats op 1 april 1981 in Yaoundé. Het laatste duel, een groepswedstrijd tijdens het African Championship of Nations 2022, werd gespeeld in Oran (Algerije) op 24 januari 2023.

## Wedstrijden
| № | Plaats  | Datum            | Competitie                           | Wedstrijd        | Uitslag |
| - | ------- | ---------------- | ------------------------------------ | ---------------- | ------- |
| 1 | Yaoundé | 1 april 1981     | Vriendschappelijk                    | Kameroen − Niger | 2 − 0   |
| 2 | Niamey  | 11 april 1993    | Afrika Cup 1994 kwalificatie         | Niger − Kameroen | 0 − 0   |
| 3 | Yaoundé | 25 juli 1993     | Afrika Cup 1994 kwalificatie         | Kameroen − Niger | 2 − 0   |
| 4 | Niamey  | 13 november 2015 | WK 2018 kwalificatie                 | Niger − Kameroen | 0 − 3   |
| 5 | Yaoundé | 17 november 2015 | WK 2018 kwalificatie                 | Kameroen − Niger | 0 − 0   |
| 6 | Niamey  | 23 december 2015 | Vriendschappelijk                    | Niger − Kameroen | 0 − 1   |
| 7 | Oran    | 24 januari 2023  | African Championship of Nations 2022 | Niger − Kameroen | 1 − 0   |

## Samenvatting
| Competitie                      | Totaal gespeeld | Winst Kameroen | Gelijk | Winst Niger | Doelsaldo Kameroen – Niger |
| ------------------------------- | --------------- | -------------- | ------ | ----------- | -------------------------- |
| WK-kwalificatie                 | 2               | 1              | 1      | 0           | 3 − 0                      |
| Afrika Cup-kwalificatie         | 2               | 1              | 1      | 0           | 2 − 0                      |
| African Championship of Nations | 1               | 0              | 0      | 1           | 0 − 1                      |
| Vriendschappelijk               | 2               | 2              | 0      | 0           | 3 − 0                      |
| Totaal                          | 7               | 4              | 2      | 1           | 8 − 1                      |

FCF · A-internationals · Selecties · Bondscoaches · Statistieken · Kameroens vrouwenelftal · Kameroen U21 · Kameroen U20 · Kameroen U19 · Kameroen U18 · Kameroen U17
1960 – 1969 · 
1970 – 1979 · 
1980 – 1989 · 
1990 – 1999 · 
2000 – 2009 · 
2010 – 2019 ·
2020 − 2029
CC 2001 · 
CC 2003
WK 1982 · 
WK 1990 · 
WK 1994 · 
WK 1998 · 
WK 2002 · 
WK 2010 · 
WK 2014 ·
WK 2022
OS 1984 · 
OS 2000 · 
OS 2008
1961 · 
1960 · 
1961 · 
1962 · 
1963 · 
1964 · 
1965 · 
1966 · 
1967 · 
1968 · 
1969 · 
1970 · 
1971 · 
1972 · 
1973 · 
1974 · 
1975 · 
1976 · 
1977 · 
1978 · 
1979 · 
1980 · 
1981 · 
1982 · 
1983 · 
1984 · 
1985 · 
1986 · 
1987 · 
1988 · 
1989 · 
1990 · 
1991 · 
1992 · 
1993 · 
1994 · 
1995 · 
1996 · 
1997 · 
1998 · 
1999 · 
2000 · 
2001 · 
2002 · 
2003 · 
2004 · 
2005 · 
2006 · 
2007 · 
2008 · 
2009 · 
2010 · 
2011 · 
2012 · 
2013 ·
2014 ·
2015 ·
2016 ·
2017 ·
2018 ·
2019 ·
2020 ·
2021 ·
2022
Albanië ·
Algerije ·
Angola ·
Argentinië ·
Australië ·
Benin ·
Bolivia ·
Brazilië ·
Bulgarije ·
Burkina Faso ·
Burundi ·
Canada ·
Centraal-Afrikaanse Republiek ·
Chili ·
Colombia ·
Comoren ·
Congo-Brazzaville ·
Congo-Kinshasa ·
Costa Rica ·
Cuba ·
Denemarken ·
Duitsland ·
Egypte ·
Engeland ·
Equatoriaal-Guinea ·
Eritrea ·
Ethiopië ·
Finland ·
Frankrijk ·
Gabon ·
Gambia ·
Georgië ·
Ghana ·
Griekenland ·
Guinee ·
Guinee-Bissau ·
Ierland ·
India ·
Indonesië ·
Iran ·
Italië ·
Ivoorkust ·
Jamaica ·
Japan ·
Kaapverdië ·
Kenia ·
Koeweit ·
Kroatië ·
Lesotho ·
Liberia ·
Libië ·
Luxemburg ·
Madagaskar ·
Malawi ·
Mali ·
Marokko ·
Mauritanië ·
Mauritius ·
Mexico ·
Moldavië · 
Mozambique ·
Namibië ·
Nederland ·
Niger ·
Nigeria ·
Noord-Macedonië ·
Noorwegen ·
Oeganda ·
Oekraïne ·
Oezbekistan ·
Oostenrijk ·
Panama ·
Paraguay ·
Peru ·
Polen ·
Portugal ·
Roemenië ·
Rusland ·
Rwanda ·
Saoedi-Arabië ·
Sao Tomé en Principe ·
Senegal ·
Servië ·
Sierra Leone ·
Slowakije ·
Soedan ·
Somalië ·
Sovjet-Unie ·
Swaziland ·
Tanzania ·
Thailand · 
Togo ·
Tsjaad ·
Tunesië ·
Turkije ·
Verenigde Staten ·
Zambia ·
Zimbabwe ·
Zuid-Afrika ·
Zuid-Korea ·
Zuid-Soedan ·
Zweden ·
Zwitserland
Brazilië (2014) · 
Brazilië (2022) · 
Denemarken (2010) · 
Egypte (2017) ·
Frankrijk (2003) · 
Italië (1982) · 
Japan (2010) · 
Kroatië (2014) · 
Mexico (2014) ·
Nederland (2010) · 
Peru (1982) · 
Polen (1982) · 
Servië (2022)
FNF · Nigerees vrouwenelftal
Interlands
Tegenstander:
Algerije ·
Angola ·
Benin ·
Botswana ·
Burkina Faso ·
Burundi ·
Congo-Brazzaville ·
Congo-Kinshasa ·
Djibouti ·
Egypte ·
Equatoriaal-Guinea ·
Ethiopië ·
Gabon ·
Gambia ·
Ghana ·
Guinee ·
Ivoorkust ·
Kaapverdië ·
Kameroen ·
Lesotho ·
Liberia ·
Libië ·
Madagaskar ·
Mali ·
Marokko ·
Mauritanië ·
Mozambique ·
Namibië ·
Nigeria ·
Oeganda ·
Oekraïne ·
Senegal ·
Sierra Leone ·
Soedan ·
Somalië ·
Swaziland ·
Tanzania ·
Togo ·
Tsjaad ·
Tunesië ·
Zambia ·
Zuid-Afrika